# Resmo socken
Resmo socken på Öland ingick i Algutsrums härad, ingår sedan 1971 i Mörbylånga kommun och motsvarar från 2016 Resmo distrikt i Kalmar län.
Socknens areal är 31,17 kvadratkilometer varav land 31,01. År 2000 fanns här 202 invånare. Kyrkbyn Resmo med sockenkyrkan Resmo kyrka ligger i socknen. 

## Administrativ historik
Resmo sockens stenkyrka grundlades under slutet av 1000-talet. I skriftliga dokument omtalas Resmo socken först i ett odaterat brev från omkring 1320 samt ett daterat dokument från 1346.
Resmo socken tillhörde ursprungligen till största delen Hulterstads härad, medan byarna Berg och Kleva tillhörde Algutsrums härad. I samband med att Hulterstads härad upplöstes omkring 1720 övergick Resmo i sin helhet till Algutsrums härad.
Vid kommunreformen 1862 övergick socknens ansvar för de kyrkliga frågorna till Resmo församling och för de borgerliga frågorna till Resmo landskommun. Denna senare inkorporerades 1952 i Mörbylånga landskommun och uppgick 1971 i Mörbylånga kommun. Församlingen uppgick 2006 i Resmo-Vickleby församling.
1 januari 2016 inrättades distriktet Resmo, med samma omfattning som församlingen hade 1999/2000.  
Socknen har tillhört samma fögderier och domsagor som Algutsrums härad. De indelta båtsmännen tillhörde 2:a Ölands båtsmankompani.

## Geografi
Resmo socken ligger vid västra kusten av Öland. Socknen består av bördig jord på kustremsan nedanför landborgen och alvar ovan denna.

## Fornminnen
Tre gånggrifter och en dös från stenåldern vid kyrkan är de enda i östra Sverige. Ett gravröse från bronsåldern Mysingehög anses vara den största på Öland. Fem järnåldersgravfält och domarringar finns också. Två runristningar finns vid kyrkan. En offerkälla, Resmo källa, har beskrivits av Carl von Linné.

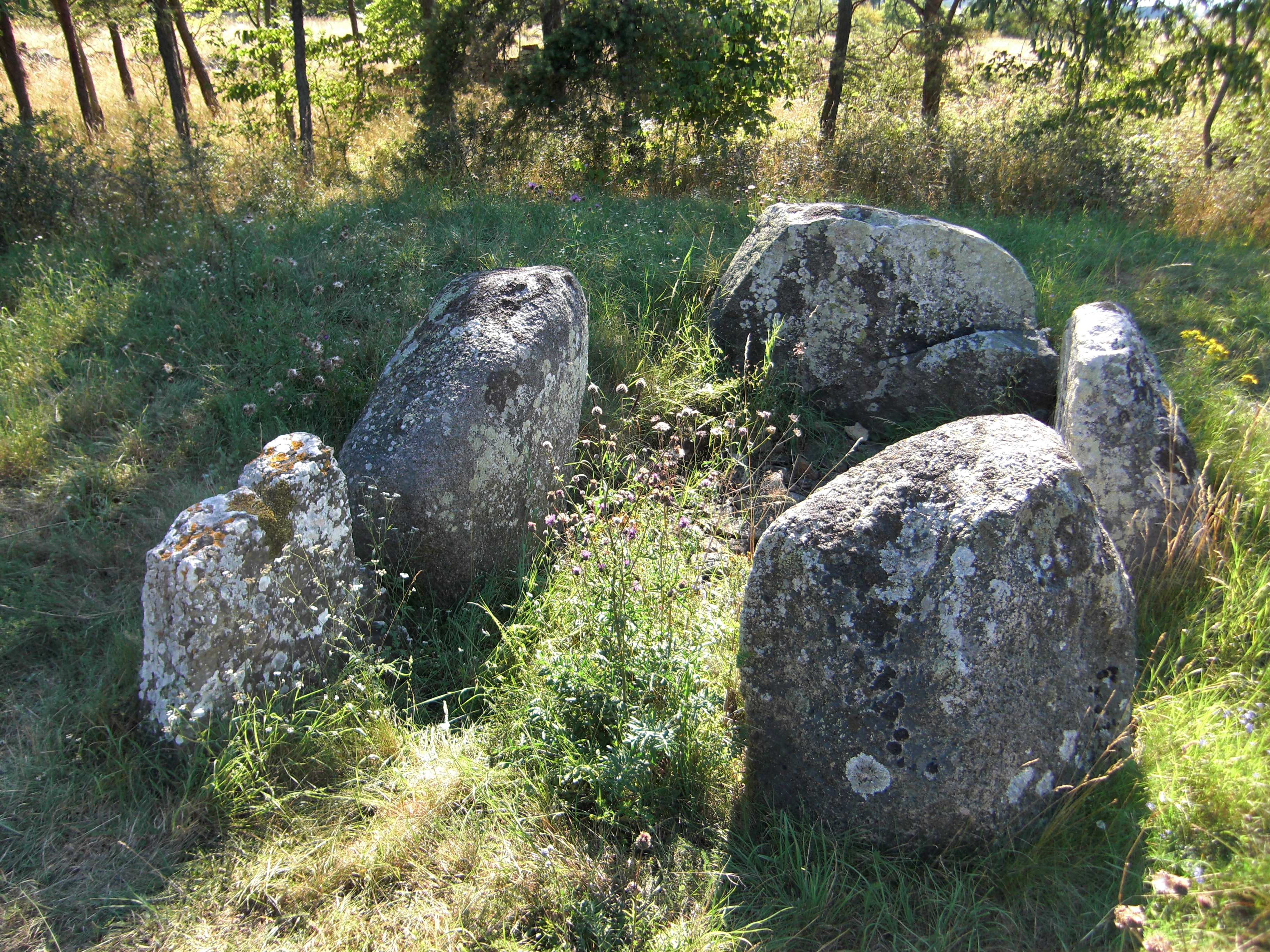
Dös i Mysinge (Raä-nr Resmo 32:1).
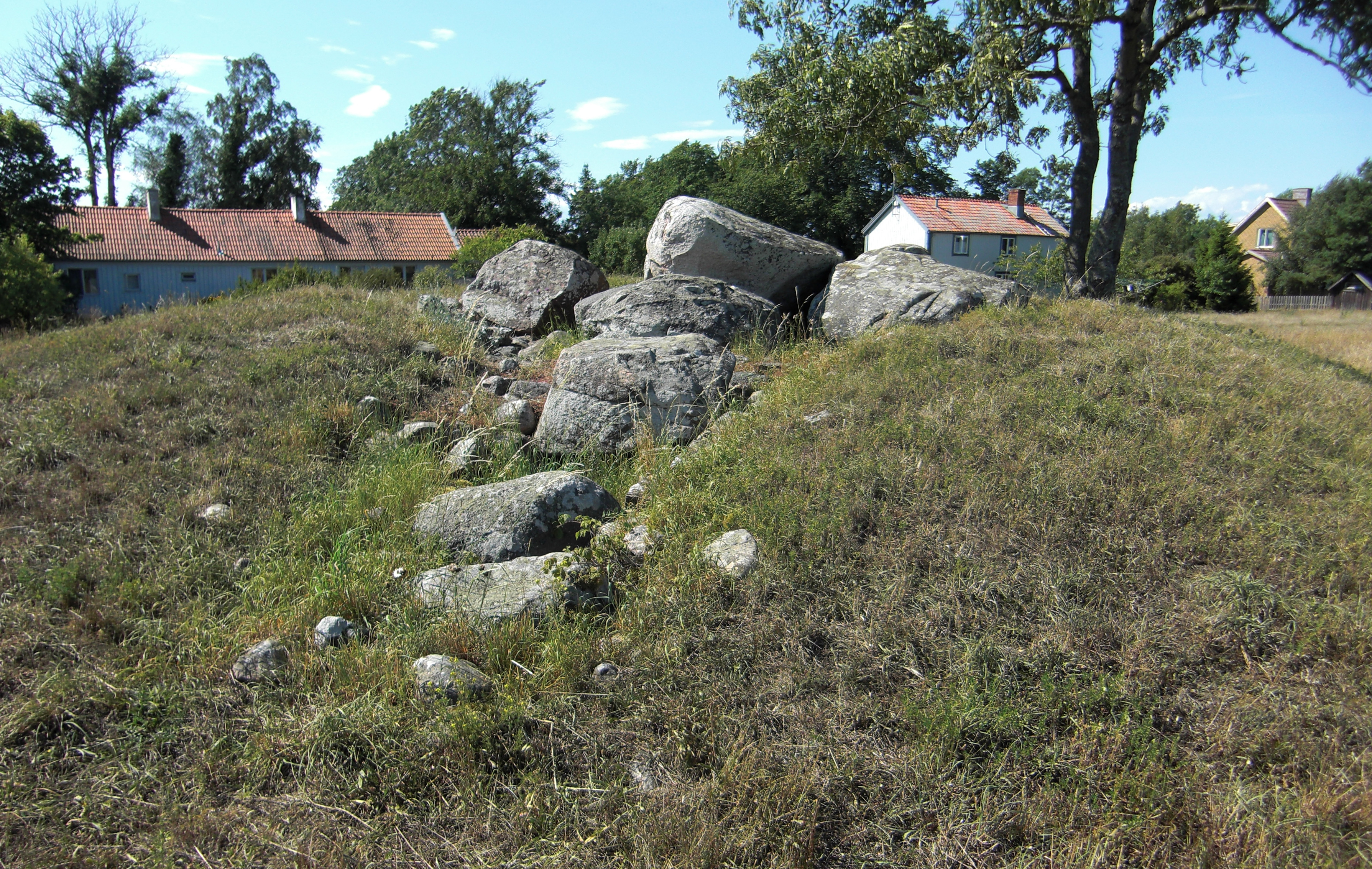
Gånggrift i Mysinge (Raä-nr Resmo 81:1).
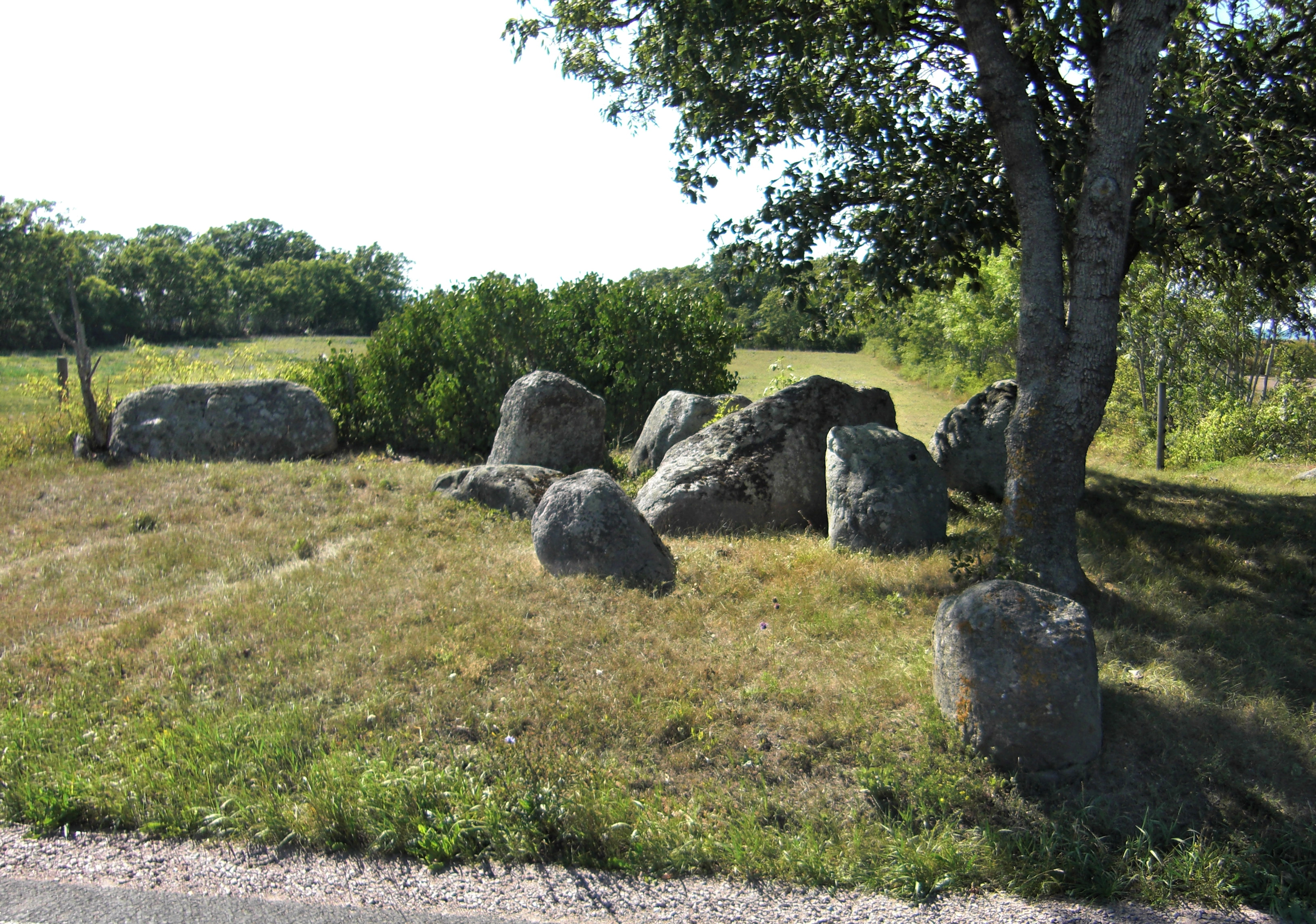
Möjlig gånggrift i Mysinge (Raä-nr Resmo 84:1).
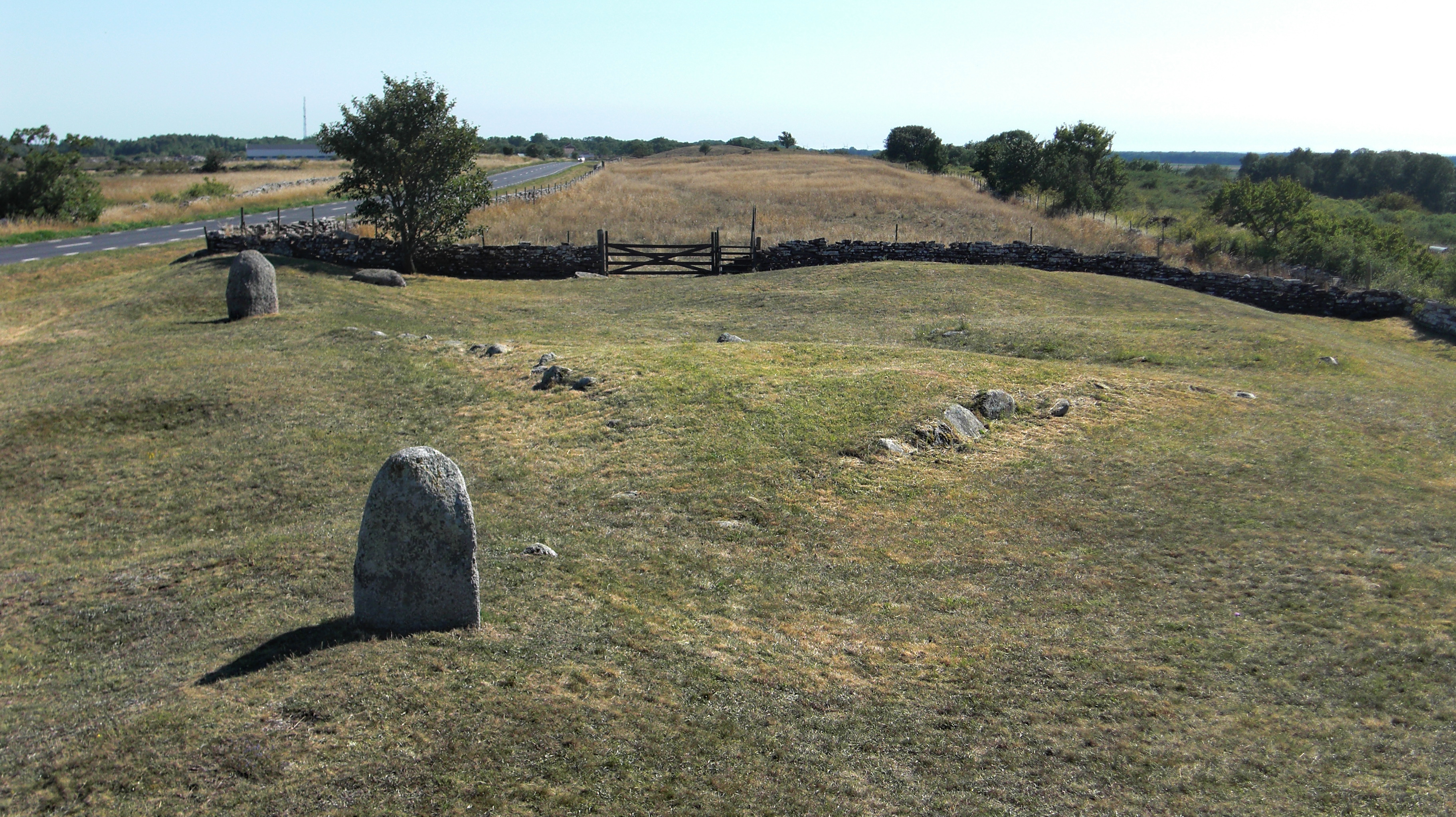
Treudd på gravfält (Raä-nr Resmo 40:1).

## Namnet
Namnet (1283 Rysme), taget från kyrkbyn, består av ett förled som möjligen står för ris, småskog och efterledet hem, boplats.

## Befolkningsutveckling
| Befolkningsutvecklingen i Resmo socken 1780–1990                                                         | Befolkningsutvecklingen i Resmo socken 1780–1990 | Befolkningsutvecklingen i Resmo socken 1780–1990 | Befolkningsutvecklingen i Resmo socken 1780–1990 | Befolkningsutvecklingen i Resmo socken 1780–1990 |
| --- | ------------------------------------------------ | ------------------------------------------------ | ------------------------------------------------ | ------------------------------------------------ |
| |                                                  |                                                  |                                                  |                                                  |
| År |                                                  |                                                  | Folkmängd                                        |                                                  |
| 1780 | 1780                                             |                                                  | 539                                              |                                                  |
| 1790 | 1790                                             |                                                  | 512                                              |                                                  |
| 1800 | 1800                                             |                                                  | 555                                              |                                                  |
| 1810 | 1810                                             |                                                  | 486                                              |                                                  |
| 1820 | 1820                                             |                                                  | 515                                              |                                                  |
| 1830 | 1830                                             |                                                  | 674                                              |                                                  |
| 1840 | 1840                                             |                                                  | 728                                              |                                                  |
| 1850 | 1850                                             |                                                  | 718                                              |                                                  |
| 1860 | 1860                                             |                                                  | 681                                              |                                                  |
| 1870 | 1870                                             |                                                  | 734                                              |                                                  |
| 1880 | 1880                                             |                                                  | 783                                              |                                                  |
| 1890 | 1890                                             |                                                  | 604                                              |                                                  |
| 1900 | 1900                                             |                                                  | 488                                              |                                                  |
| 1910 | 1910                                             |                                                  | 476                                              |                                                  |
| 1920 | 1920                                             |                                                  | 475                                              |                                                  |
| 1930 | 1930                                             |                                                  | 473                                              |                                                  |
| 1940 | 1940                                             |                                                  | 481                                              |                                                  |
| 1950 | 1950                                             |                                                  | 415                                              |                                                  |
| 1960 | 1960                                             |                                                  | 349                                              |                                                  |
| 1970 | 1970                                             |                                                  | 263                                              |                                                  |
| 1980 | 1980                                             |                                                  | 225                                              |                                                  |
| 1990 | 1990                                             |                                                  | 196                                              |                                                  |
| Anm: Källor: Umeå universitet - Tabellverket 1749-1859, Demografiska databasen, CEDAR, Umeå universitet. |                                                  |                                                  |                                                  |                                                  |

### Fotnoter
1. 1 2 3  Svensk Uppslagsbok andra upplagan 1947–1955: Resmo socken
2. 1 2  Harlén, Hans; Harlén Eivy (2003). Sverige från A till Ö: geografisk-historisk uppslagsbok. Stockholm: Kommentus. Libris 9337075. ISBN 91-7345-139-8
3. 1 2  Det medeltida Sverige 4:3 Öland
4. ↑  ”Församlingar”. Statistiska centralbyrån. https://www.scb.se/hitta-statistik/regional-statistik-och-kartor/regionala-indelningar/forsamlingar/. Läst 30 december 2022.
5. ↑  Administrativ historik för Resmo socken (Klicka på församlingsposten). Källa: Nationella arkivdatabasen, Riksarkivet.
6. 1 2  Sjögren, Otto (1931). Sverige geografisk beskrivning del 2 Östergötlands, Jönköpings, Kronobergs, Kalmar och Gotlands län. Stockholm: Wahlström & Widstrand. Libris 9939
7. 1 2 3  Nationalencyklopedin
8. ↑  Fornlämningar, Statens historiska museum: Resmo socken
9. ↑  Fornminnesregistret, Riksantikvarieämbetet: Resmo socken Fornminnen i socknen erhålls på kartan genom att skriva in sockennamn (utan "socken") i "Ange geografiskt område"